# Jone Takamäki
Jouni Kullervo Takamäki (* 30. Dezember 1955 in Helsinki; † 15. Juli 2025 in Helsinki) war ein finnischer Jazzsaxophonist und Schauspieler.

## Leben und Wirken
Takamäki debütierte 1978 als Jazzmusiker und tourte bereits im Folgejahr mit eigener Band durch Dänemark. 1981 erhielt er den Pekka Pöyry Award und veröffentlichte sein erstes Album. Mit dem Bassisten Antti Hytti und dem Schlagzeuger Samppa Salmi gründete er ein Trio, das 1982 das auf indischer Musik beruhende Album Universal Mind veröffentlichte. Er tourte mit der Gruppe durch Europa und gründete im gleichen Jahr mit Hytti, Jarmo Savolainen, Tom Nekljudow und Raoul Björkenheim die Gruppe Roommushklahn (gleichnamiges Album 2023 mit älteren Live-Aufnahmen).
Nachdem Takamäki 1983 ein Studium an der Finnischen Theaterakademie abgeschlossen hatte, arbeitete er während der 1980er Jahre vorrangig als Fernseh- und Theaterschauspieler, u. a. unter den Regisseuren Aki Kaurismäki und Jouko Turkka.
1989 kehrte Takamäki als Mitglied von Edward Vesalas Band Sounds & Fury zur Musik zurück. Nach einem Studienaufenthalt auf Bali wurde er 1991 Mitglied der Gruppe Krakatau, der er bis 1997 angehörte. In dieser Zeit wirkte er an deren Alben Volition (1992) und Matinale (1994) mit, die bei ECM Records veröffentlicht wurden. 1997 spielte er einen Musiker in Tuomari Nurmios Musikfilm Hotel VooDoo. 1998 unternahm er mit Hytti und Nekljudow eine Finnlandtournee.
Ab 1999 leitete Takamäki mit Hytti die Gruppe Suhkan Uhka, der Musiker wie Juhani Aaltonen und Verneri Pohjola angehörten (gleichnamiges Album 2003).
In den folgenden Jahren konzentrierte sich Takamäki auf das Spiel der japanischen Shakuhachi- und Hotchiku-Flöten sowie auf die Theaterarbeit als Schauspieler, Sounddesigner und Sounddesign-Lehrer. Zuletzt erschien mit ihm das Album Under the Firmament des Pianisten Iro Haarla. Außerdem komponierte er Filmmusik und las Hörbücher ein.

## Diskographische Hinweise
- Jonne Takamäki (Johanna 1981, mit Antti Hytti, Samppa Salmi)
- Jonne Takamäki Trio Universal Mind (Johanna 1981, mit Antti Hytti, Samppa Salmi)
- The World Mänkeri Orchestra Feat. Jone Takamäki: Polaire (Karkia Mistika 2016)
- Jone Takamäki, Umut Çağlar, Fahrettin Aykut: Myth of the Drum (Zehra 2021)